# A Second Face
A Second Face es una aventura gráfica de producción independiente desarrollada por Jospin Le Woltaire en 2008 y publicada como freeware. Contiene elementos de fantasía y de ciencia ficción enlazados con partes de cyberpunk clásico y toques de pensamiento ilustrado.

## Argumento
La historia sucede en un planeta acoplado a un sol. La cara iluminada está habitada por los Strefis, seres de luz, y la cara oscura la habitan los Ugeltz, la gente de la noche. Ningún Ugeltz ha visto nunca a un Strefis, pero ambas civilizaciones recuerdan a la otra en sus leyendas. 
Ugk, el soberano del reino oscuro ha convocado a sus dos hijos Rabokk y Torg para encomendarles la misión de resolver los problemas energéticos del hemisferio en la sombra. Su sociedad depende de una sustancia llamada margin, que es la única fuente de energía y a la vez la principal divisa. Esa materia se está agotando y las factorías no consiguen extraer más. El rey espera resolver el problema buscando el legendario reino de la luz, que podría suponer una nueva fuente de energía para los Ugeltz. Como motivación, ofrece su puesto al hijo que tenga éxito en su búsqueda.

## Desarrollo
A Second Face se creó usando Adventure Game Studio y los puzles se fueron ideando e incorporando durante el proceso de programación del juego. Le Woltaire improvisó una gran parte, empezando con algunos escenarios y personajes y diseñando el argumento y los puzles a partir de ahí. Escribió las cinemáticas que definirían el argumento básico y continuó con el desarrollo del juego de manera no lineal. 
"Una combinación de ilustración, diseño asistido por ordenador, dramaturgia y programación fue un buen método para mí de desarrollarlo todo a la vez ""
La creación de los personajes empezó con unos esbozos en carboncillo coloreados en acuarela y escaneados posteriormente para dar más detalle al resultado final. Los escenarios son modelos 3D que usan esbozos realizados con la misma técnica empleada para los personajes como referencia. Las animaciones se realizaron a mano mediante software de edición fotográfica y están limitadas a seis fotogramas para obtener un equilibrio entre un movimiento fluido y una economía de medios.
Le Woltaire se inspiró en un mapa de la antigua ciudad de Babilonia para crear la ciudad de Ugeltz.

## Jugabilidad
La historia se desarrolla entre las escenas cinemáticas y la parte jugable, que usa un menú contextual de acciones y un sistema de juego basado en el inventario, siguiendo la tradición de los juegos point & click clásicos. Un cuadro de texto característico permite el diálogo abierto con otros personajes mediante la escritura de palabras sueltas.

## Premios
A Second Face obtuvo quince nominaciones para los AGS Awards de 2008. Recibió un total de tres premios al mejor juego, a la mejor historia y a los mejores escenarios del año.